# Horloge astronomique
| Détail du cadran de l'horloge astronomique de Prague. Cette horloge affiche les informations suivantes : - l'heure locale (sans l'heure d'été), indiquée par la main dorée sur les chiffres romains ; - les anciennes heures tchèques variables, avec minuit au coucher du soleil, désignée par la main dorée sur les chiffres gothiques ; - l'heure solaire diurne, en douzièmes de jour, désignée par la position du soleil sur les courbes dorées et chiffres noirs ; - la position du Soleil dans le ciel ; - la position de la Lune dans le ciel ; - la phase lunaire ; - le signe du Zodiaque courant, ainsi que le décan ; - le temps sidéral, indiqué par la petite étoile dorée ; - des automates se déclenchant à heures fixes. |

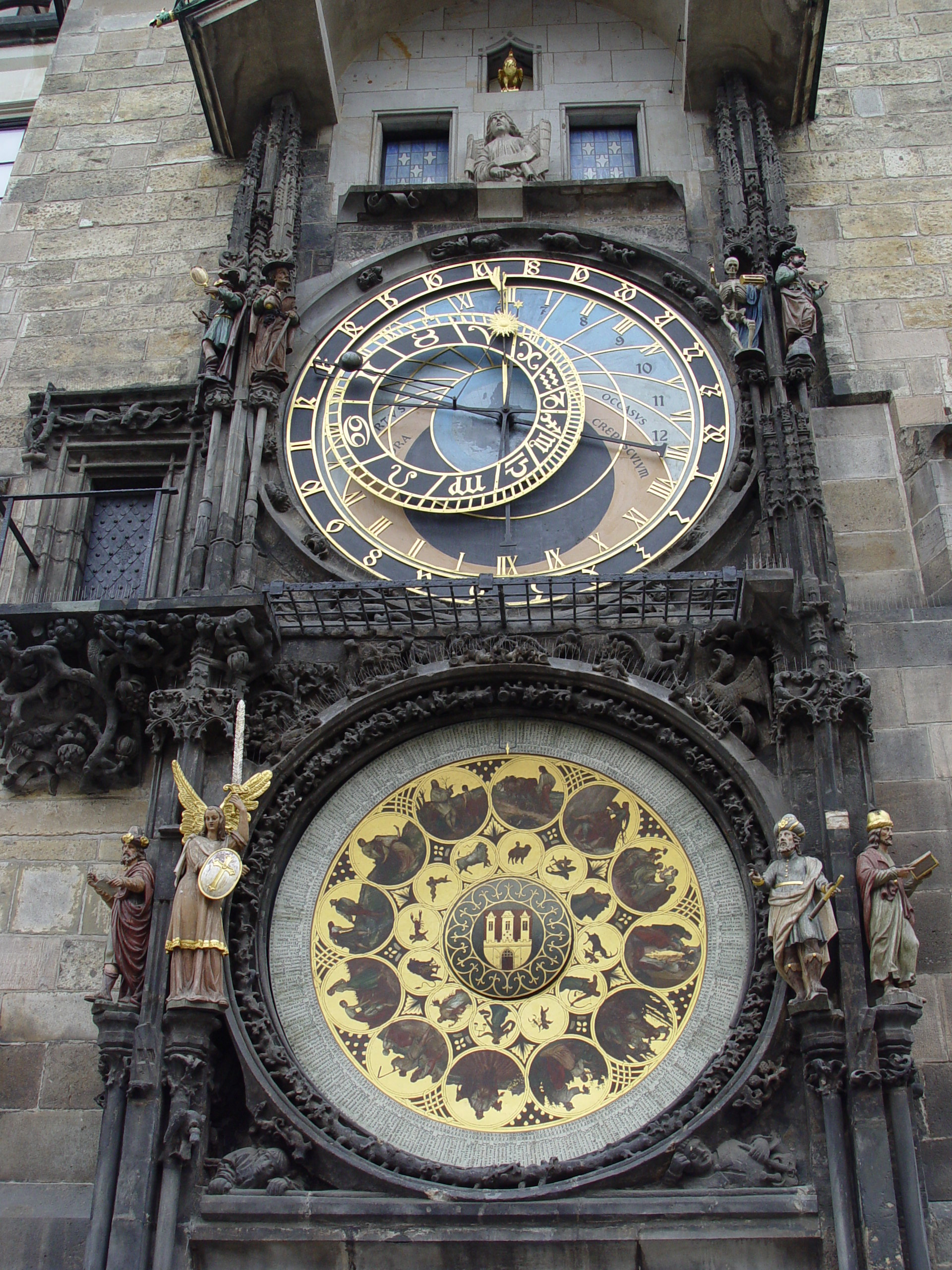
Prague, horloge astronomique

Une horloge astronomique est une horloge qui affiche l'heure ainsi que des informations relatives à l'astronomie.
De façon générale, le terme fait référence à toute horloge qui affiche, en plus de l'heure, des informations astronomiques. Parmi celles-ci : les positions relatives du Soleil, de la Lune, des constellations du Zodiaque, les planètes les plus brillantes, ainsi que toutes sortes d'informations cycliques comme la durée du jour et de la nuit, l'âge et la phase de la lune, la date des éclipses (par l'indication des nœuds lunaires), de Pâques et d'autres fêtes religieuses, la date et l'heure des marées, l'heure solaire, le temps sidéral, la date des solstices, une carte du ciel, etc. Les horloges astronomiques sont parfois agrémentées de toutes sortes de symboles religieux, culturels, artistiques ou scientifiques, voire d'automates.
Les horloges astronomiques les plus anciennes représentent le système solaire selon un modèle géocentrique. Le centre du cadran comporte alors un disque ou une sphère représentant la Terre. Le soleil est souvent représenté par une sphère dorée tournant autour de la terre une fois par jour sur un cadran 24 heures. Cette représentation s'accorde à la fois à l'expérience de tous les jours et à la vision philosophique du monde en Europe pré-copernicienne.
Le modèle héliocentrique a été admis en Occident à partir de la fin du XVIIe siècle, quand les travaux de Newton sont venus confirmer les observations de Copernic et de Galilée.
Les horloges astronomiques ne doivent pas être confondues avec les régulateurs astronomiques, d'anciennes pendules utilisées dans des observatoires, de grande précision mais parfaitement classiques.

## Histoire

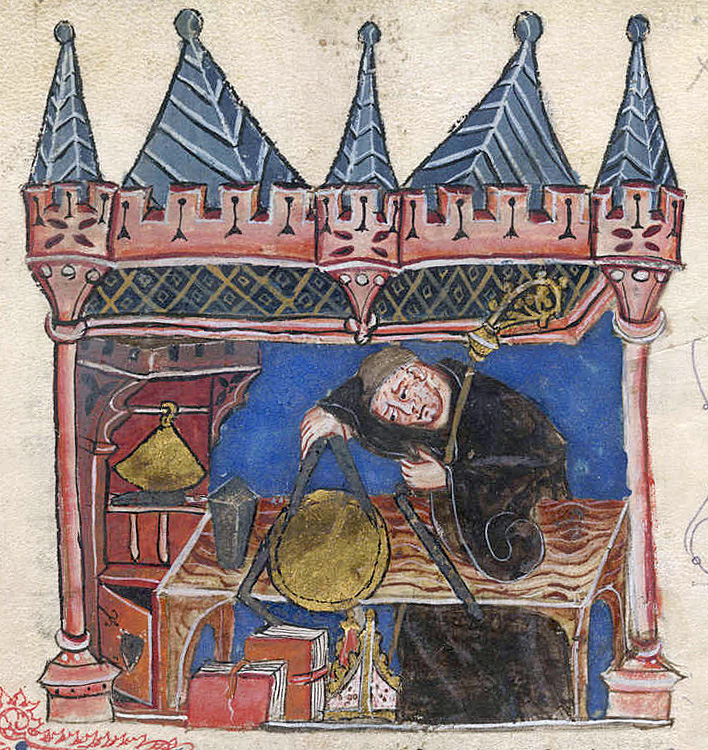
Miniature du XIVe siècle représentant l'horloger Richard de Wallingford effectuant une mesure à l'aide d'un compas.

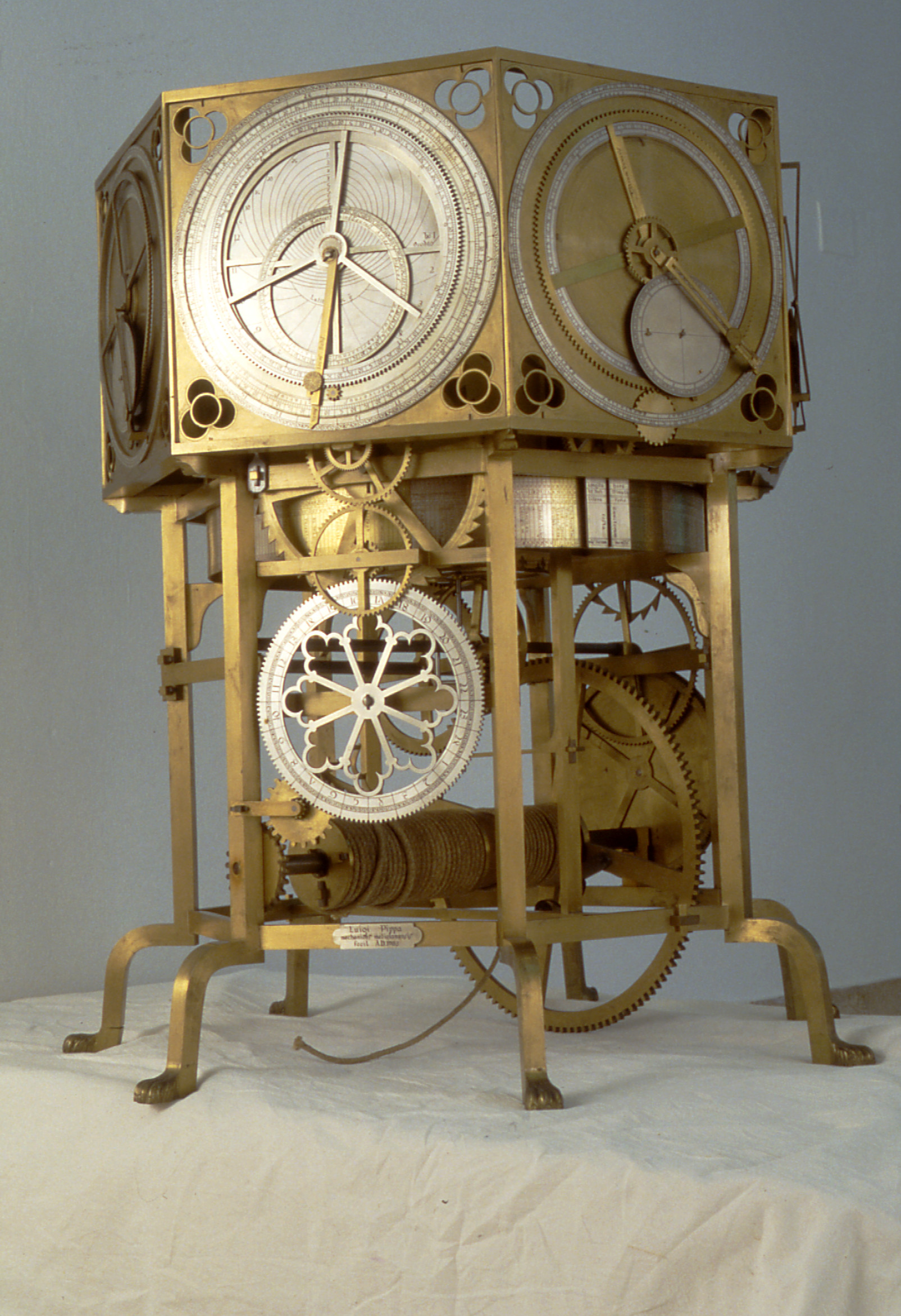
Reconstruction de l'astrarium par Giovanni Dondi dell'Orologio, Musée des sciences et des techniques Léonard de Vinci, Milan.

Même s'il ne s'agit pas d'une horloge dans le sens traditionnel du terme, la Machine d'Anticythère en Grèce, au IIe siècle av. J.-C., est capable de calculer les positions du soleil, de la lune et des étoiles à l'aide d'un jeu complexe d'engrenages. Selon Cicéron, au Ier siècle av. J.-C., Archimède et Posidonios construisent également des machines effectuant ces opérations.
La tour des Vents d'Athènes, ou horloge d'Andronicos, située sur l'Agora romaine, est la plus ancienne horloge astronomique hydraulique (Ier siècle apr. J.-C.) dont le bâtiment et les traces du mécanisme subsistent encore aujourd'hui. D'autres horloges semblables furent construites dans diverses grandes villes de l'Empire Romain.
Au XIe siècle sous la dynastie Song, l'horloger, ingénieur et astronome chinois Su Song conçut une horloge astronomique hydraulique pour la tour-horloge de Kaifeng. Su Song y incorpora un mécanisme d'échappement et la plus ancienne transmission par chaîne sans fin connue. À la même époque, les astronomes et ingénieurs musulmans construisirent de nombreuses horloges astronomiques relativement précises pour leurs observatoires, comme le château-horloge (en) (une horloge astronomique hydraulique) d'Al-Jazari en 1206, ou l'horloge astrolabique d'Ibn al-Shatir au début du XIVe siècle.
Les premiers développements d'horloges mécaniques en Europe ne sont pas bien connus, mais il semblerait que vers 1300 - 1330, il en existe (alimentées par des poids plutôt que par de l'eau et utilisant un échappement) pour deux buts principaux : informer (chronométrage des services religieux et des événements publics) et modéliser le cosmos. Ce dernier but semble provenir des astrolabes, utilisés alors par les astronomes et astrologues, auxquels est appliqué un mécanisme d'horloge. Selon le médiéviste Lynn White Jr., les premières horloges européennes sont moins des chronomètres que des expositions du cosmos, leur origine remontant aux planétaires, équatoires et astrolabes à engrenages. Ce point de vue est contesté par d'autres historiens comme Jacques Le Goff, qui soulignent l'importance croissante du rythme du temps pour les populations urbaines, notamment pour les élites politiques, marchandes ou religieuses.
Les horloges astronomiques de Richard de Wallingford à St Albans pendant les années 1330 et de Giovanni Dondi à Padoue entre 1348 et 1364 furent des chefs-d'œuvre du genre. Elles n'existent plus, mais on en connaît des descriptions détaillées. L'horloge de Wallingford aurait mis en scène le soleil, la lune (âge, phase et nœuds), les étoiles et les planètes, ainsi qu'une roue de Fortune et un indicateur des marées au pont de Londres. L'Astrarium de Dondi est une construction à sept faces comportant 107 parties mobiles, indiquant les positions du soleil, de la lune et des cinq planètes connues alors, ainsi que les fêtes religieuses. Ces premières horloges sont probablement moins précises que les souhaits de leurs concepteurs. La fabrication des engrenages nécessaires était au-delà des capacités de l'époque. De plus, avant le XVIe siècle, leur mécanisme de mesure du temps repose sur un simple échappement foliot, qui présente une erreur d'au moins une demi-heure par jour.
Les horloges astronomiques étaient construites comme pièces de démonstration ou d'exposition, aussi bien pour impressionner que pour informer. Du fait de leur complexité, les horlogers ont continué à en produire pour montrer leurs compétences techniques ainsi que la richesse de leurs mécènes. Leur message philosophique sous-jacent, un univers ordonné par la volonté divine, était en harmonie avec la vision du monde à l'époque.
L'intérêt croissant pour l'astronomie au XVIIIe siècle ravive celui des horloges astronomiques, moins pour leur message philosophique que pour leurs informations, plus précises que ce que peuvent produire les horloges à pendule.

## Lecture

### Heure

Schéma d'un cadran à 24 heures, souvent utilisé dans les horloges astronomiques.

La plupart des horloges astronomiques ont un cadran à 24 heures, numérotées de I à XII, puis à nouveau de I à XII. L'heure est indiquée par une sphère dorée ou une autre représentation du soleil, placée au bout d'une aiguille. Le midi local est généralement au sommet du cadran, minuit étant en bas. L'aiguille des minutes est rarement utilisée.
L'aiguille donne une indication approchée de l'azimut et de l'altitude du soleil. Pour l’azimut, le sommet du cadran indique le Sud, les deux VI l'Est et l'Ouest ; pour l'altitude, le sommet est le zénith et les deux VI définissent l'horizon (ce design ne fonctionne que pour l'hémisphère nord). Cette interprétation n'est vraiment précise qu'aux équinoxes, toutefois.
Si XII n'est pas au sommet du cadran, ou si les nombres sont arabes plutôt que romains, l'heure peut être indiquée en heures italiques. Dans ce système, 1 heure se produit au coucher du soleil ; le décompte des heures se poursuit pendant la nuit et jusqu'à l'après-midi suivant, atteignant 24 une heure avant le coucher du soleil. Dans la photographie de l'horloge astronomique de Prague en introduction de cet article, l'heure indiquée par l'aiguille du soleil est proche de midi (XII en chiffres romains) ou de la 17e heure (heure italiques en chiffres arabes).

### Calendrier et zodiaque
L'année est représentée par les douze signes du Zodiaque, placés soit dans un cercle concentrique au cadran horaire, soit dans un petit cercle excentré.
Si le cercle est excentré, il s'agit d'une projection de l'écliptique, le plan de l'orbite terrestre (ou le grand cercle de la trajectoire du soleil sur la sphère céleste), sur le cadran de l'horloge. À cause de l'inclinaison de l'axe de rotation de la terre sur son plan orbital, le cercle n'est pas centré et apparait déformé. Le point pour la projection stéréographique est le pôle Nord (sur un astrolabe, le pôle Sud est plus courant).
Le cadran écliptique effectue une révolution complète en 23 heures et 56 minutes (un jour sidéral) et se déphase graduellement avec l'aiguille horaire, dérivant lentement au cours d'une année.
La date est indiquée par l'intersection de l'aiguille horaire et du cadran écliptique : elle affiche le signe du zodiaque courant, la position du soleil le long de l'écliptique. Cette intersection se décale progressivement sur une année tandis que le soleil passe d'un signe à l'autre.
Dans la photographie de l'horloge astronomique de Prague en introduction de cet article, le disque solaire s'est récemment déplacé dans le Bélier après avoir quitté les Poissons. La date est donc fin mars ou début avril.
Si le cercle est centré, il tourne afin de s'aligner avec l'aiguille horaire ou possède une autre aiguille, effectuant une révolution par an, qui pointe vers le signe du zodiaque courant.

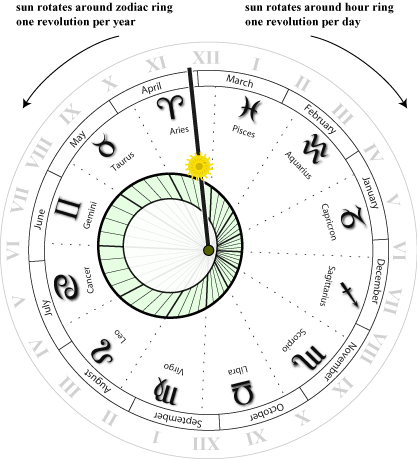
Diagramme illustrant comment le zodiaque est projeté sur le cadran écliptique.
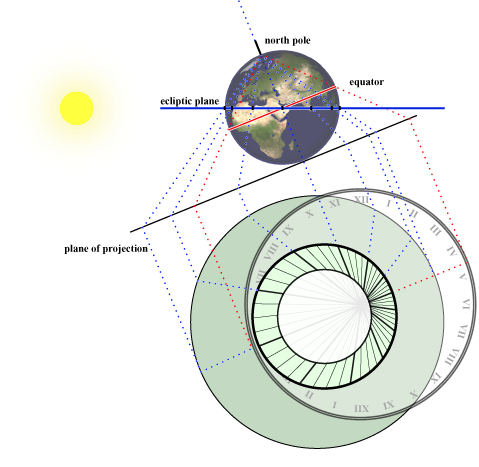
Projection stéréographique depuis le pôle Nord.

### Lune

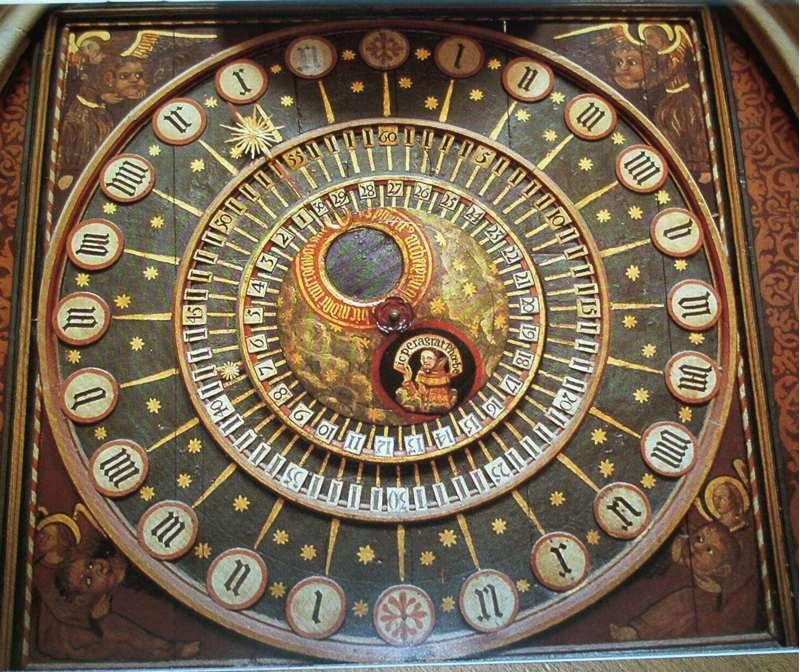
Horloge de la cathédrale Saint-André de Wells : le cadran le plus interne, numéroté de 1 à 30, indique l'âge de la Lune ; sa phase est représentée par la fenêtre circulaire laissant apparaître une forme sombre. Ici, la lune est nouvelle : l'âge est entre 29 et 30, la fenêtre de phase est noire.

Un cadran portant les nombres 1 à 29 ou 30 indique l'âge de la Lune, le nombre de jours écoulés depuis la dernière nouvelle lune : elle croît et devient pleine vers le 15e jour, puis décroît jusqu'au 29e ou 30e jour. La phase est parfois indiquée par un globe ou hémisphère rotatif, ou une fenêtre qui revêt une partie d'une forme noire en dessous.

### Lignes horaires

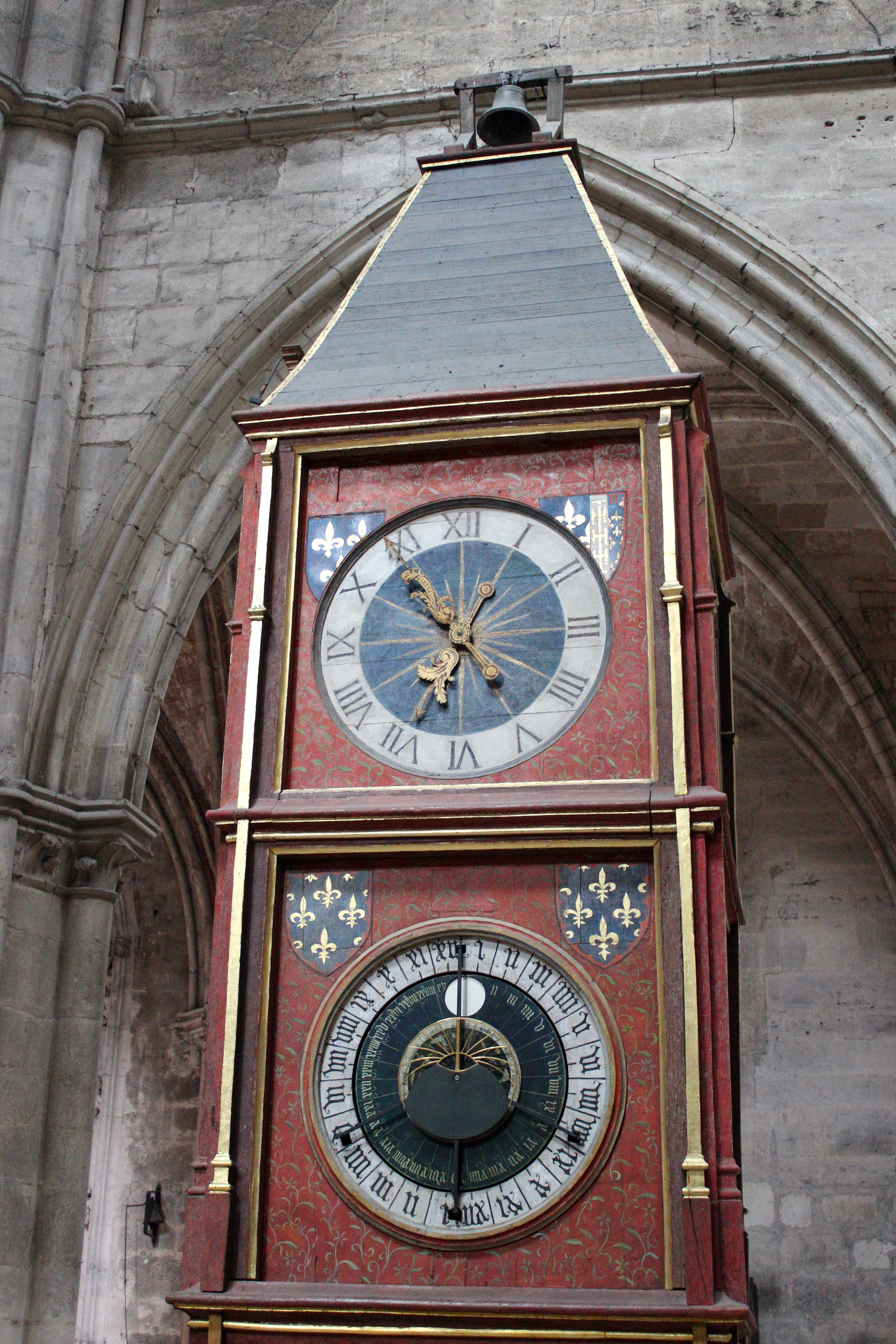
Horloge astronomique de Bourges. Le cadran du bas comporte les lignes horaires inégales ou temporaires permettant de connaitre la position du soleil dans le ciel.

Chaque jour, il est possible de diviser la période diurne en 12 « heures pseudo égales », et la période nocturne en 12 autres « heures ». En Europe, le jour est plus long que la nuit en été : chacune des 12 « heures » diurnes est alors plus longue qu'une « heure » nocturne. Cette durée s'inverse en hiver, lorsque les jours sont plus courts que les nuits ; il est à remarquer que pour un jour quelconque : une heure inégale de jour plus une heure inégale de nuit correspondent à deux heures d'aujourd'hui, ainsi en ajoutant 12 heures inégales de jour à 12 heures inégales de nuit le résultat donnera 24 de nos heures.
Ces heures sont indiquées par des lignes courbes rayonnant d'un petit cercle concentrique au cadran principal de l'horloge (les heures nocturnes ne sont souvent pas représentées). L'intersection de l'aiguille horaire avec ces lignes permet de lire l'heure diurne. Ce procédé permet également de déterminer la position du soleil dans le ciel, ainsi que d'estimer le temps restant avant son coucher.

### Éclipses et nœuds lunaires

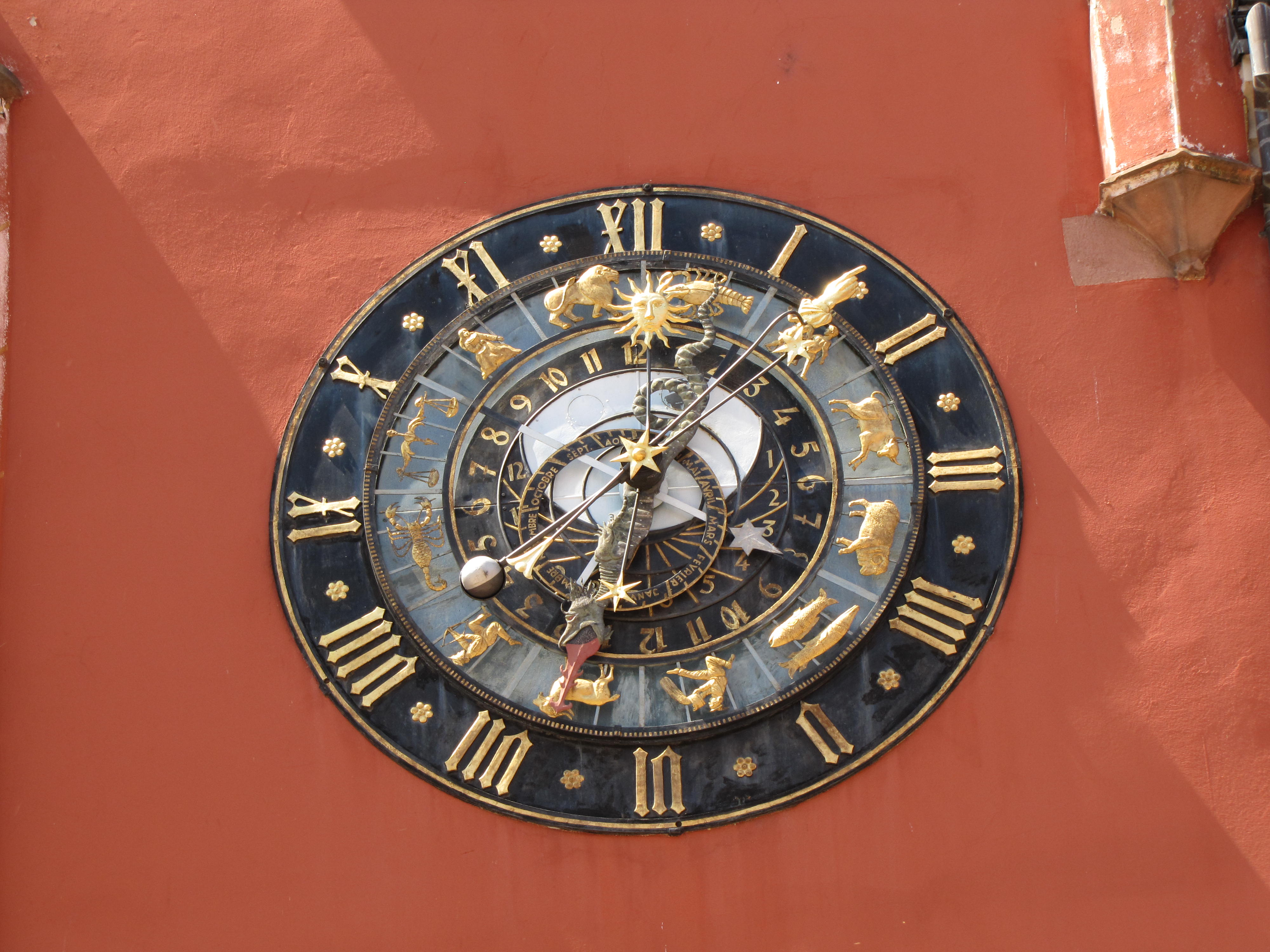
Horloge du musée alsacien de Haguenau. Une aiguille stylisée en forme de dragon indique la position des nœuds de la lune. Ici, le nœud ascendant est dans le Capricorne, le nœud descendant dans le Cancer. La Lune est dans le Sagittaire et le soleil entre le Lion et le Cancer.

L'orbite de la Lune autour de la terre et l'orbite de la Terre autour du Soleil ne se situent pas dans le même plan. La Lune traverse le plan de l'écliptique deux fois par mois, la première fois lorsqu'elle s'élève au-dessus (nœud ascendant), la deuxième fois environ 15 jours plus tard lorsqu'elle passe en dessous (nœud descendant). La droite qui relie ces deux points est la ligne des nœuds lunaires. La Lune met environ 27,2 jours à passer au même nœud de son orbite, une période appelée mois draconitique. La précession des nœuds lunaires (principalement provoquée par l'aplatissement de la Terre) conduit la ligne des nœuds à tourner lentement sur le plan de l'écliptique en près de 19 ans, provoquant leur mouvement rétrograde sur la sphère céleste).
Les éclipses lunaires ou solaires ne peuvent se produire que lorsque la Lune est située à proximité de l'un de ces deux nœuds, et qu'en plus la ligne des nœuds lunaires est dirigée vers le Soleil.
Certaines horloges astronomiques indiquent la position des nœuds lunaires sur l'écliptique à l'aide d'une aiguille particulière en forme de dragon, appelée « aiguille draconitique » ou « aiguille du dragon » (en référence à la légende du monstre censé dévorer périodiquement la Lune et provoquer les éclipses). La tête du dragon, crachant des flammes, affiche le nœud ascendant, tandis que sa queue indique le nœud descendant. Cette aiguille effectue une lente rotation autour du cadran écliptique en 19 ans.
Si elles comportent également un moyen de connaitre la phase lunaire et la position de la Lune sur l'écliptique, les horloges astronomiques possédant une telle aiguille indiquent les chances qu'une éclipse survienne quelque part dans le monde :
- une éclipse solaire est possible si l'aiguille de la lune est alignée sur celle du dragon lors d'une nouvelle lune ;
- une éclipse lunaire est possible si l'aiguille de la lune est alignée sur celle du dragon lors d'une pleine lune.

### Aspects astrologiques

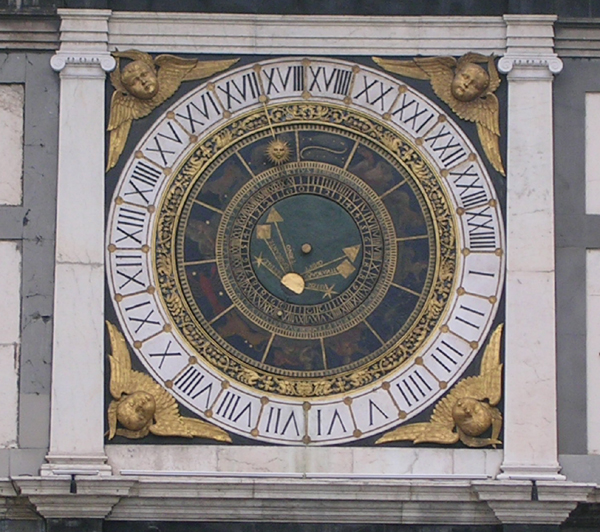
Horloge astronomique de Brescia : le centre du cadran indique certains aspects

Les aspects, angles privilégiés entre deux corps célestes, possèdent une certaine importance en astrologie. Certaines horloges font apparaitre les aspects usuels à l'intérieur du cadran central, chaque ligne marqué par un symbole particulier (triangle, carré, hexagone, conjonction, opposition). Si sur un astrolabe, les différents aspects peuvent être alignés sur n'importe quelle planète, le disque les portant sur une horloge astronomique ne peut être tourné à volonté : une horloge n'affiche généralement que les aspects du soleil ou de la lune.
Sur la photographie ci-contre de l'horloge astronomique de Brescia, les triangles, carrés et étoiles au centre du cadran affichent les aspects (trigone, carré et sextile) de la lune.

## Exemples

### Horloges

#### Par pays
- Liste des horloges astronomiques d'Europe :
  - Liste des horloges astronomiques d'Allemagne
  - Liste des horloges astronomiques d'Autriche
  - Liste des horloges astronomiques de Belgique
  - Liste des horloges astronomiques de France
  - Liste des horloges astronomiques d'Italie
  - Liste des horloges astronomiques de République tchèque
  - Liste des horloges astronomiques du Royaume-Uni
  - Liste des horloges astronomiques de Suisse

#### Horloges monumentales
- Allemagne :
  - Münster, cathédrale Saint-Paul
  - Rostock, église Sainte-Marie

- Belgique :
  - Horloge astronomique de Saint-Trond (1942)
  - Lierre, tour Zimmer

- Croatie :
  - Split

- Danemark :
  - Roskilde, cathédrale

- France :
  - Horloge astronomique de Beauvais
  - Horloge astronomique de Besançon
  - Horloge astronomique de Bourges
  - Horloge astronomique de Chartres
  - Horloge astronomique de l'Abbaye de la Trinité de Fécamp
  - Horloge astronomique du Musée alsacien de Haguenau
  - Horloge astronomique de la Primatiale Saint-Jean de Lyon
  - Horloge astronomique de Ploërmel
  - Gros-Horloge de Rouen
  - Horloge astronomique de Saint-Omer
  - Horloge astronomique de Strasbourg
  - Horloge astronomique d'Auxerre

- Italie :
  - Brescia
  - Crémone, torrazzo
  - Mantoue, tour à l'Horloge
  - Messine
  - Padoue
  - Venise, horloge Saint-Marc

- Pologne :
  - Gdańsk, église Sainte-Marie

- République tchèque :
  - Prague

- Royaume-Uni :
  - Exeter, cathédrale Saint-Pierre
  - Richmond upon Thames, château de Hampton Court
  - Wells, cathédrale Saint-André
  - York, cathédrale

- Suisse :
  - Berne, Zytglogge
  - Sion
  - Winterthour

#### Galerie de photos

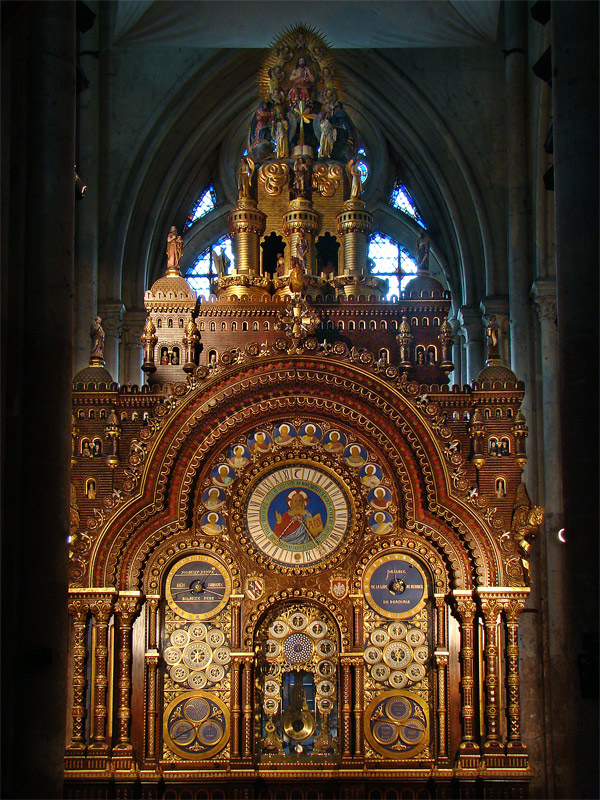
Beauvais, horloge astronomique.
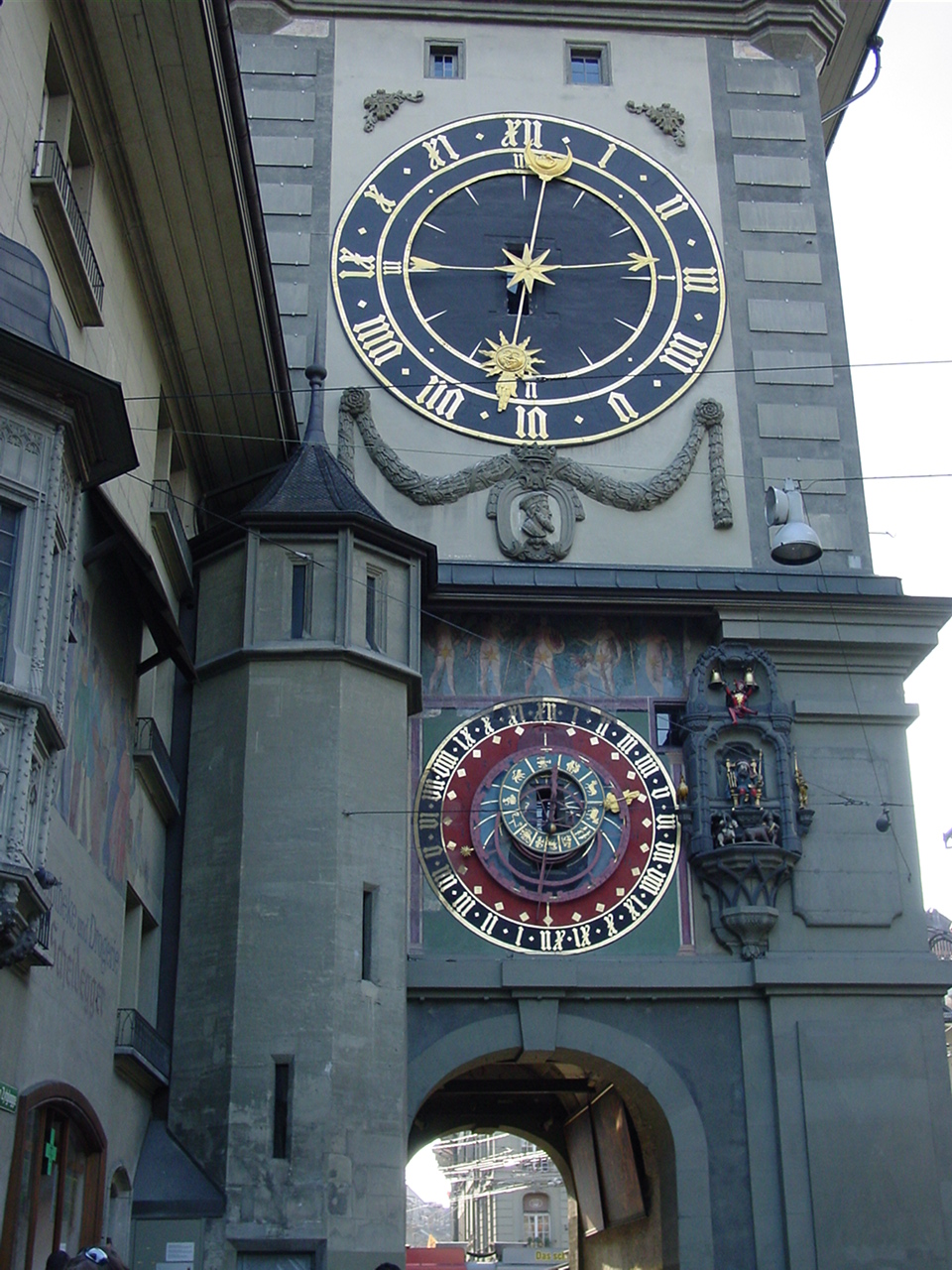
Berne, Zytglogge
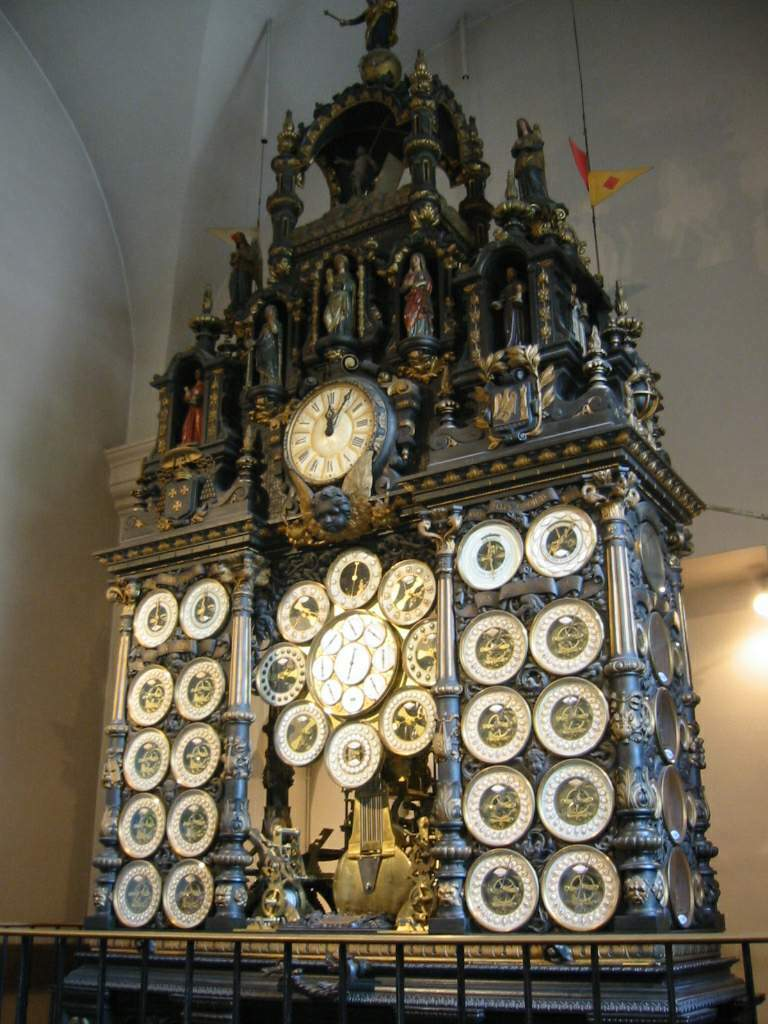
Besançon, horloge astronomique.
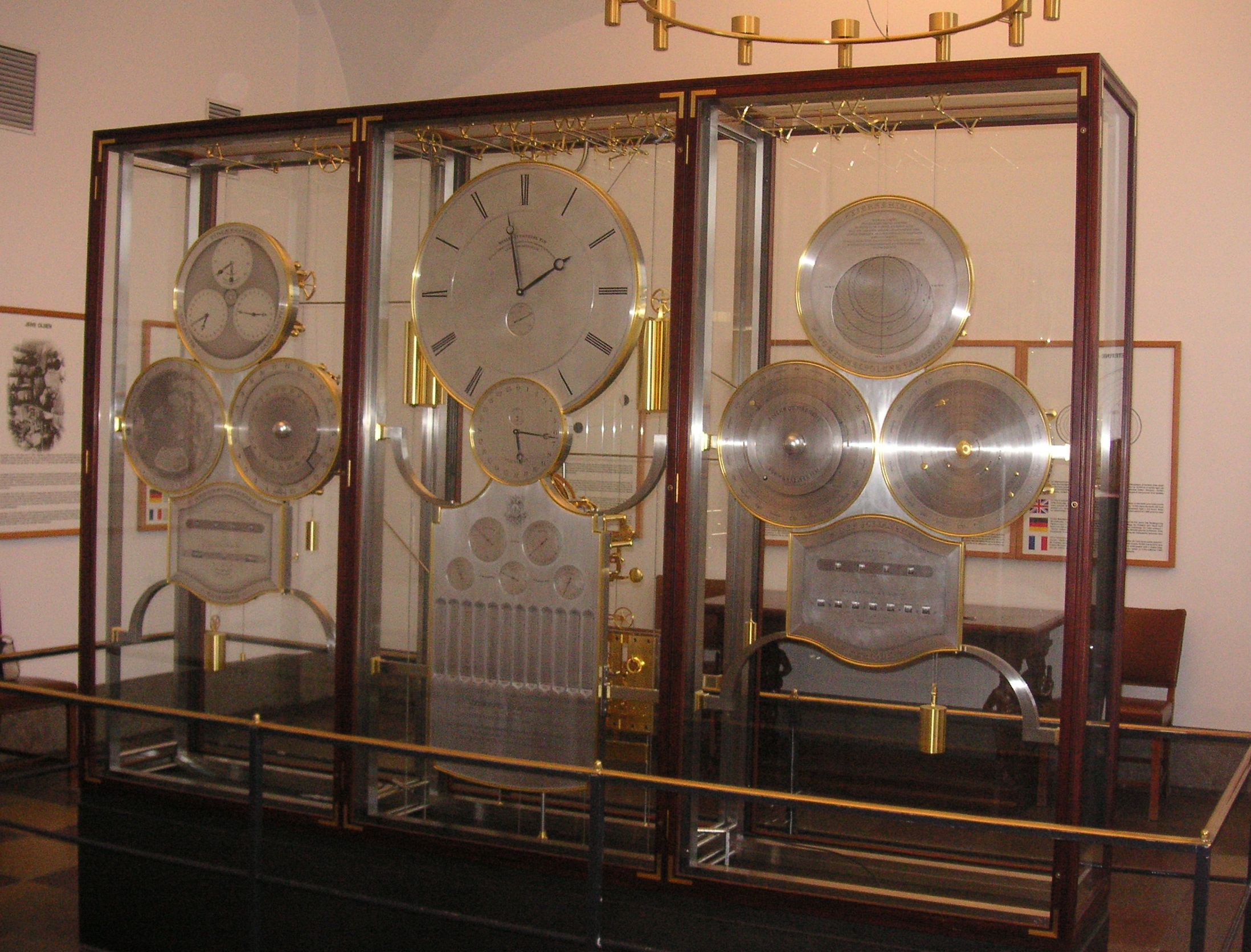
Copenhague, hôtel de ville, Horloge astronomique de Jens Olsen
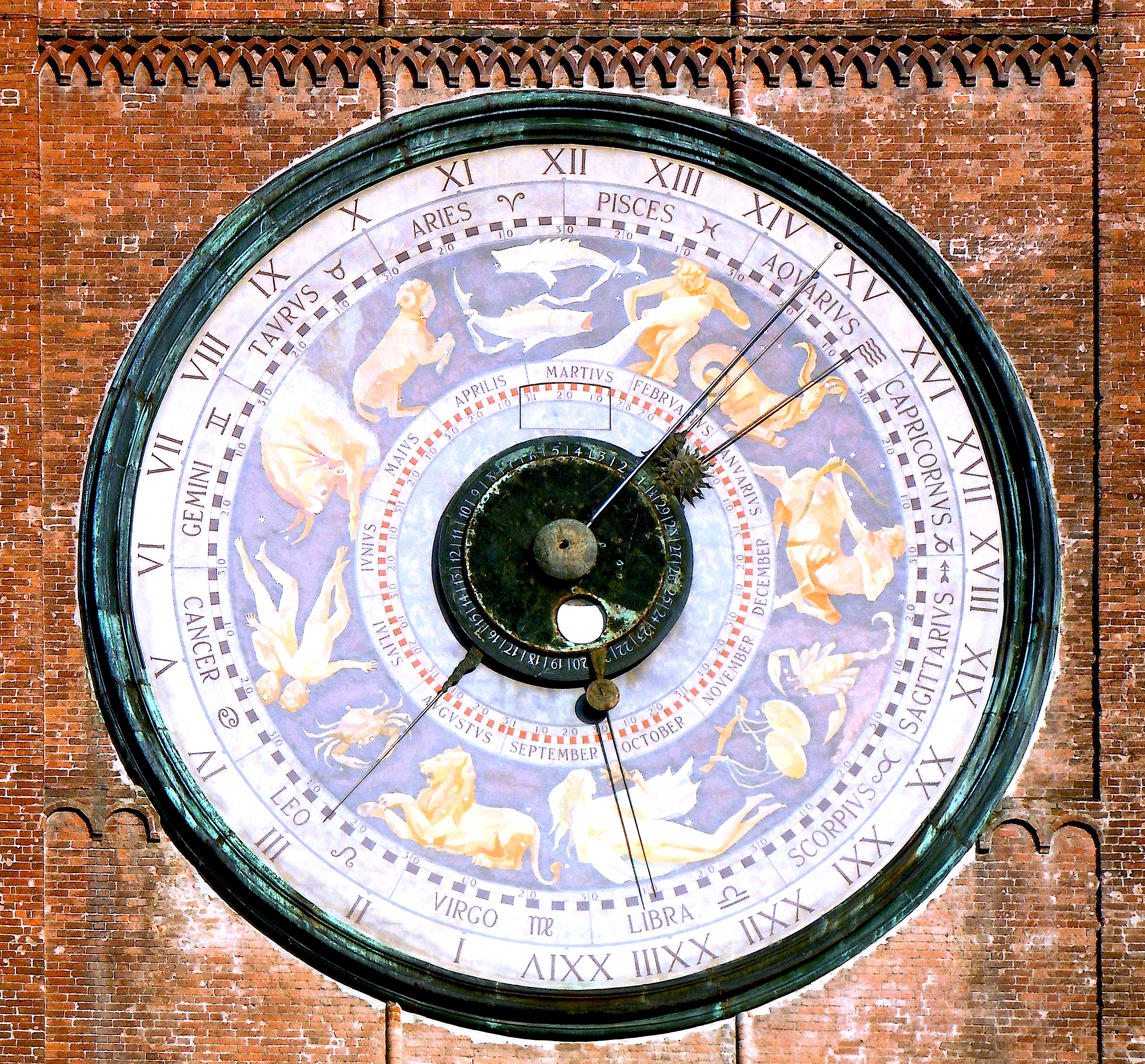
Horloge astronomique du Torrazzo de Crémone
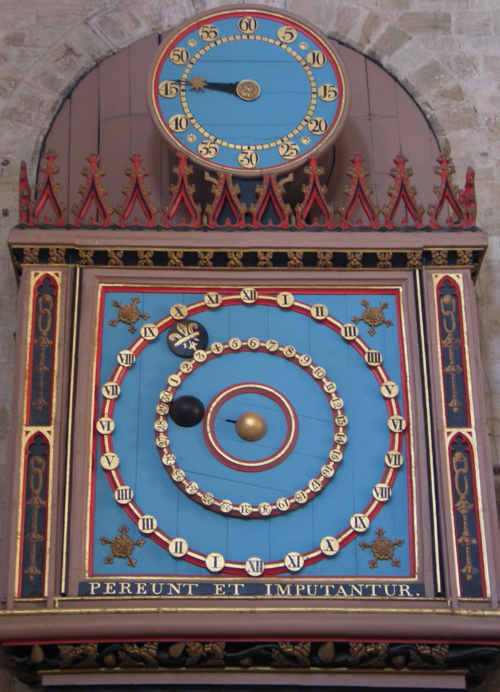
Horloge astronomique de la Cathédrale Saint-Pierre d'Exeter
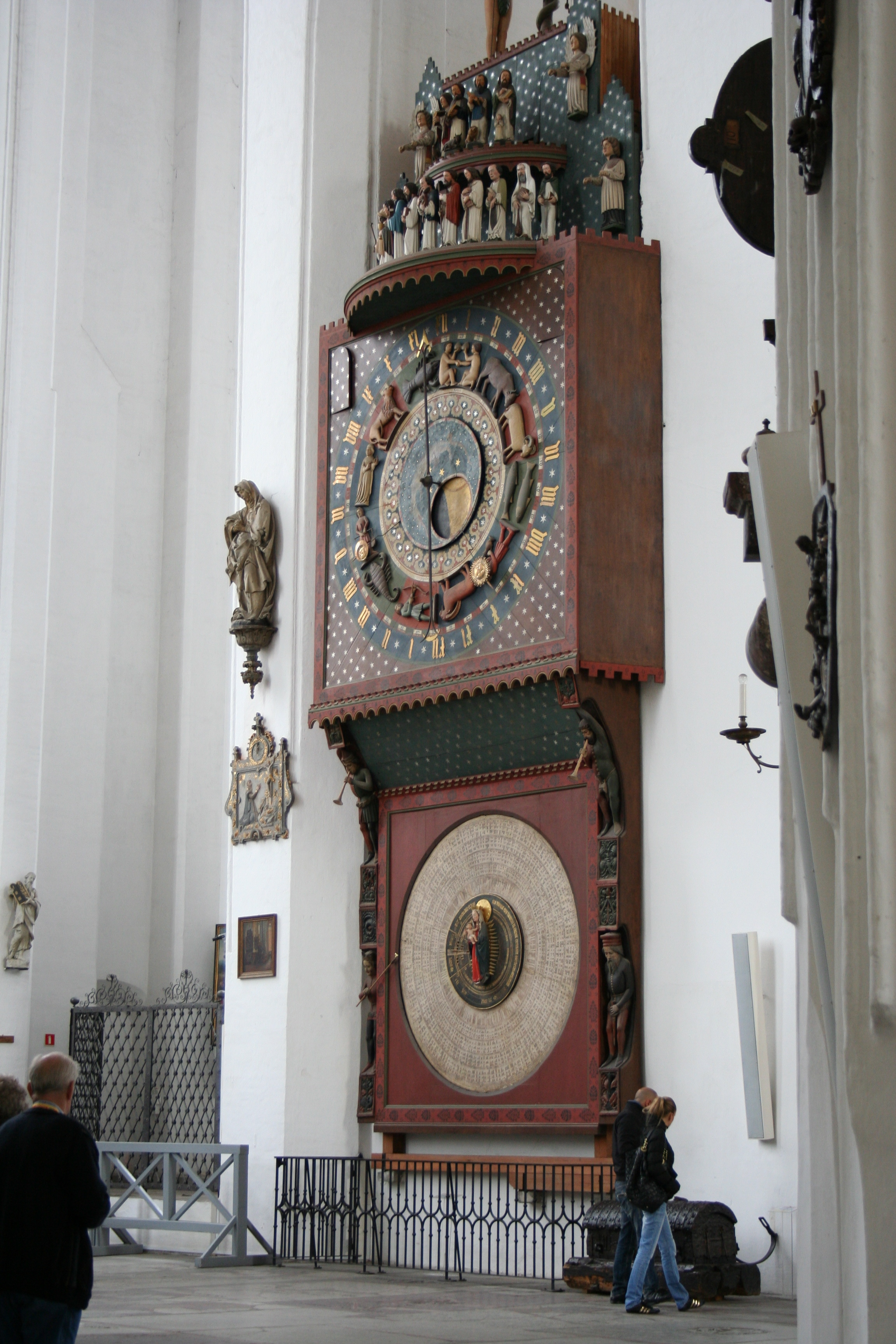
Horloge astronomique de l'église Sainte-Marie de Gdansk
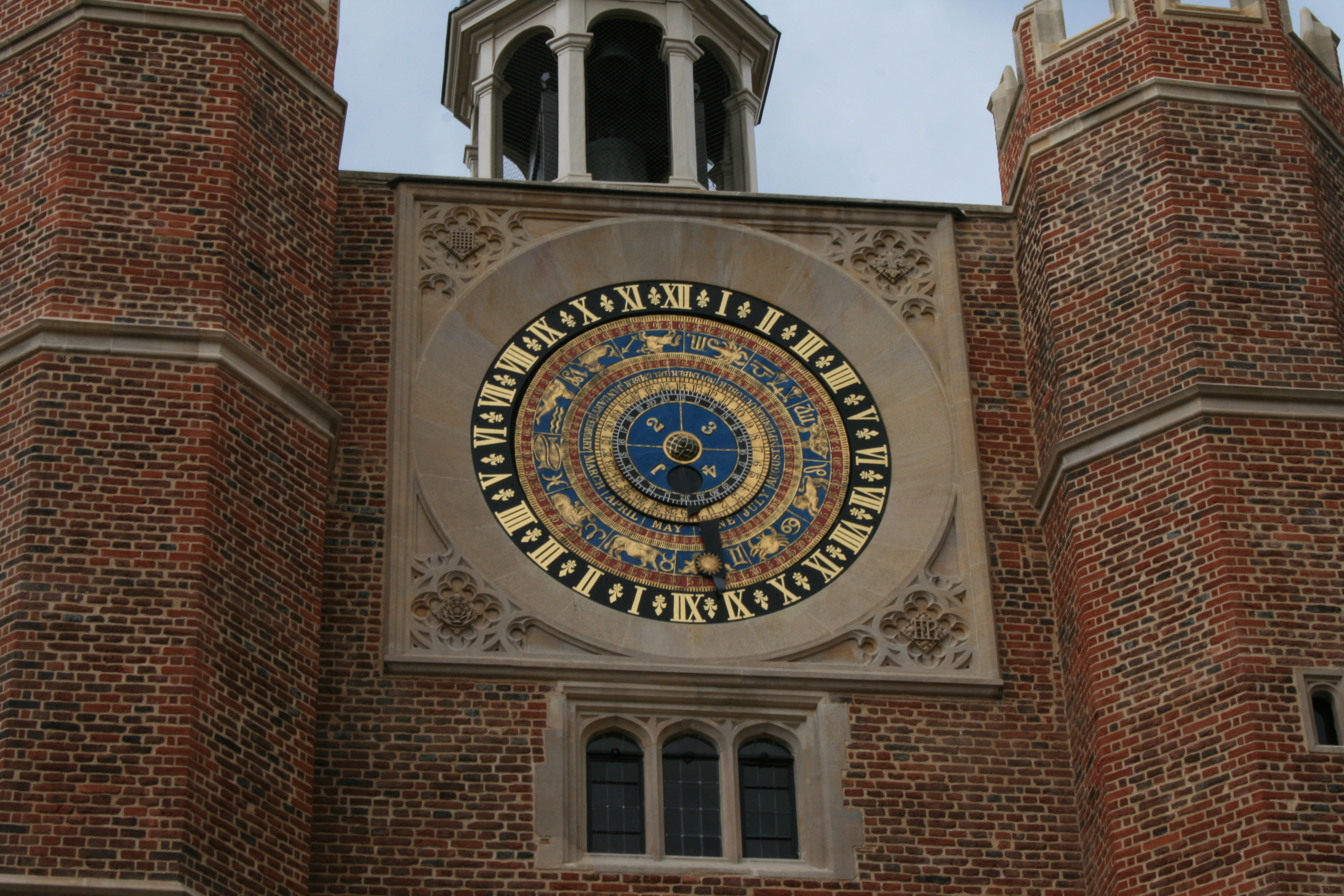
Château de Hampton Court.
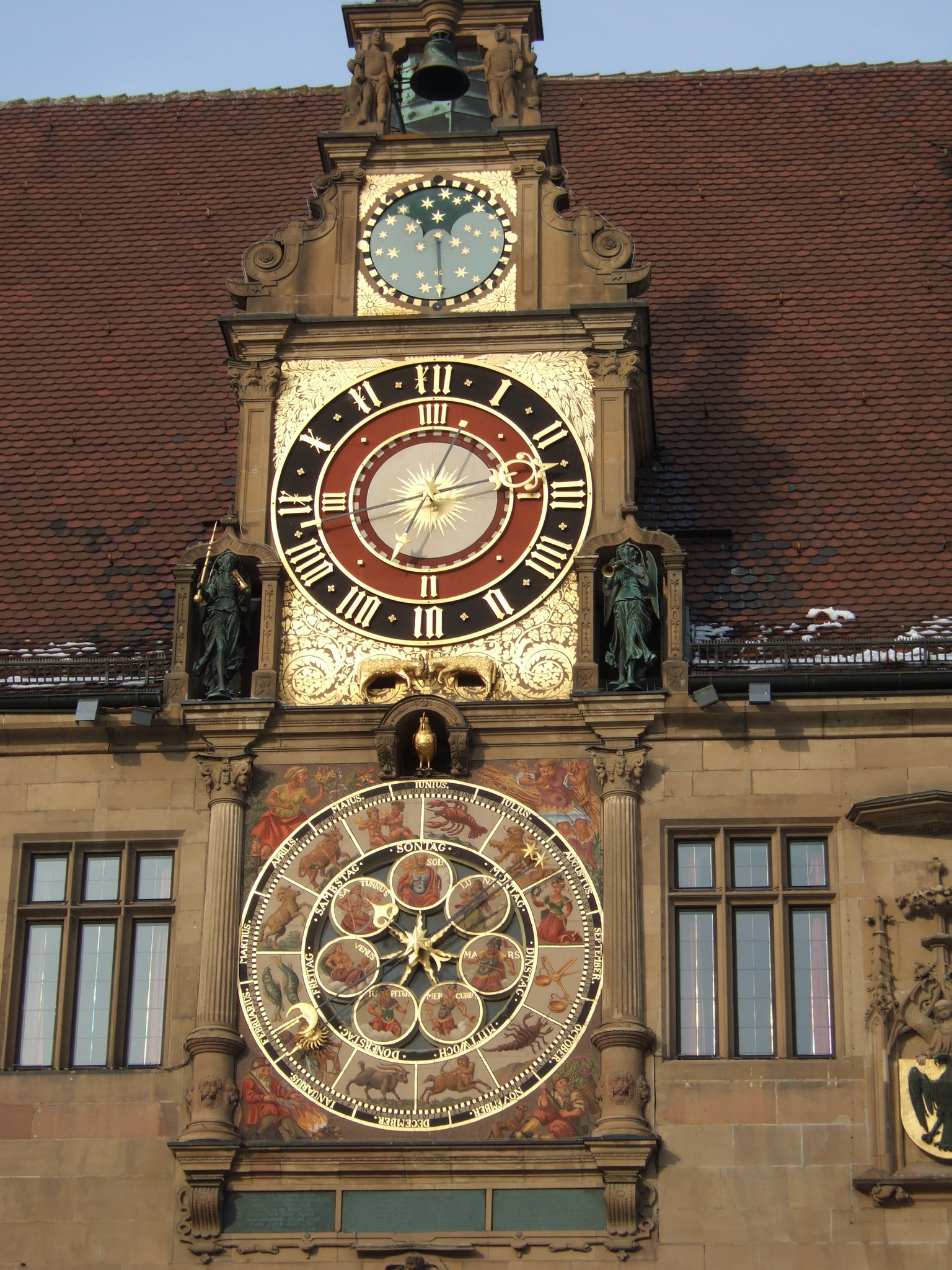
Heilbronn, horloge astronomique de l'hôtel de ville.
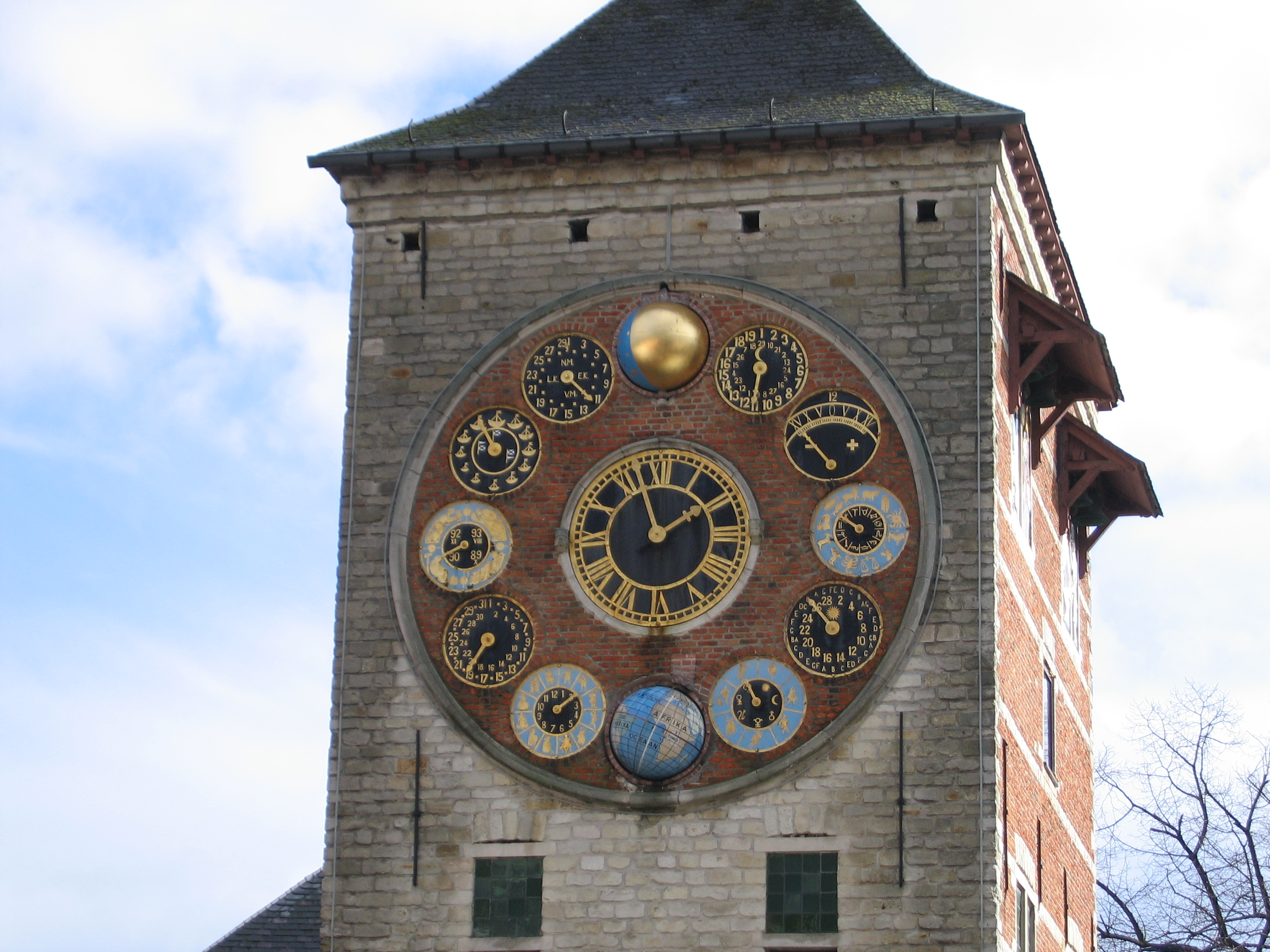
La tour Zimmer de Lierre (Belgique) l'horloge du Jubilé
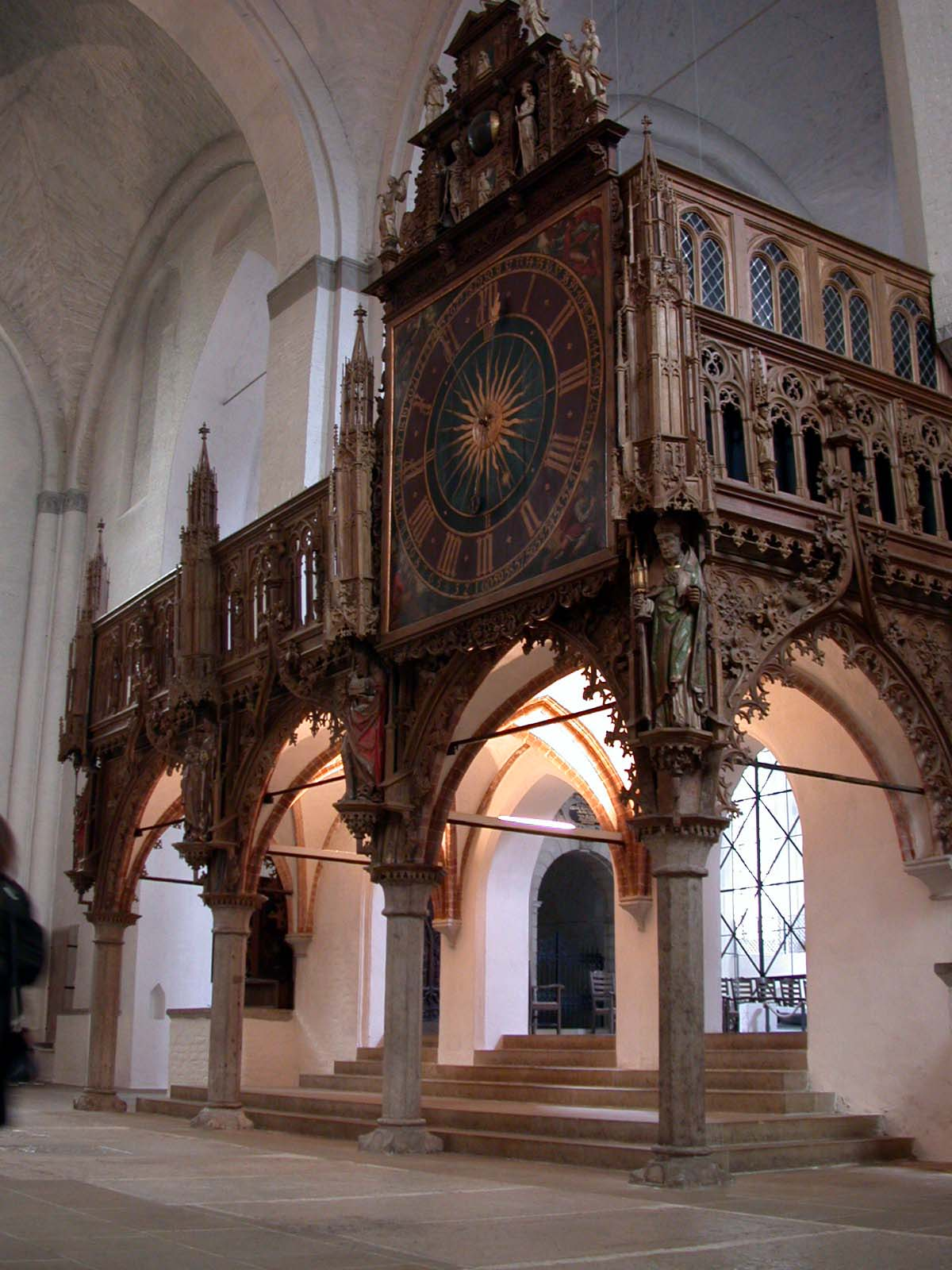
Cathédrale de Lübeck, horloge astronomique
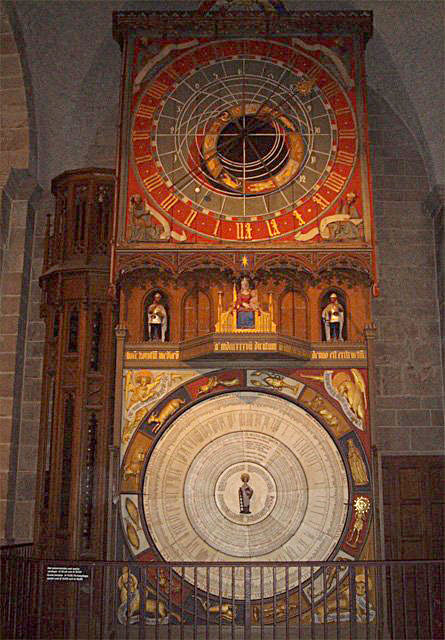
Lund (Suède), cathédrale, horloge astronomique.
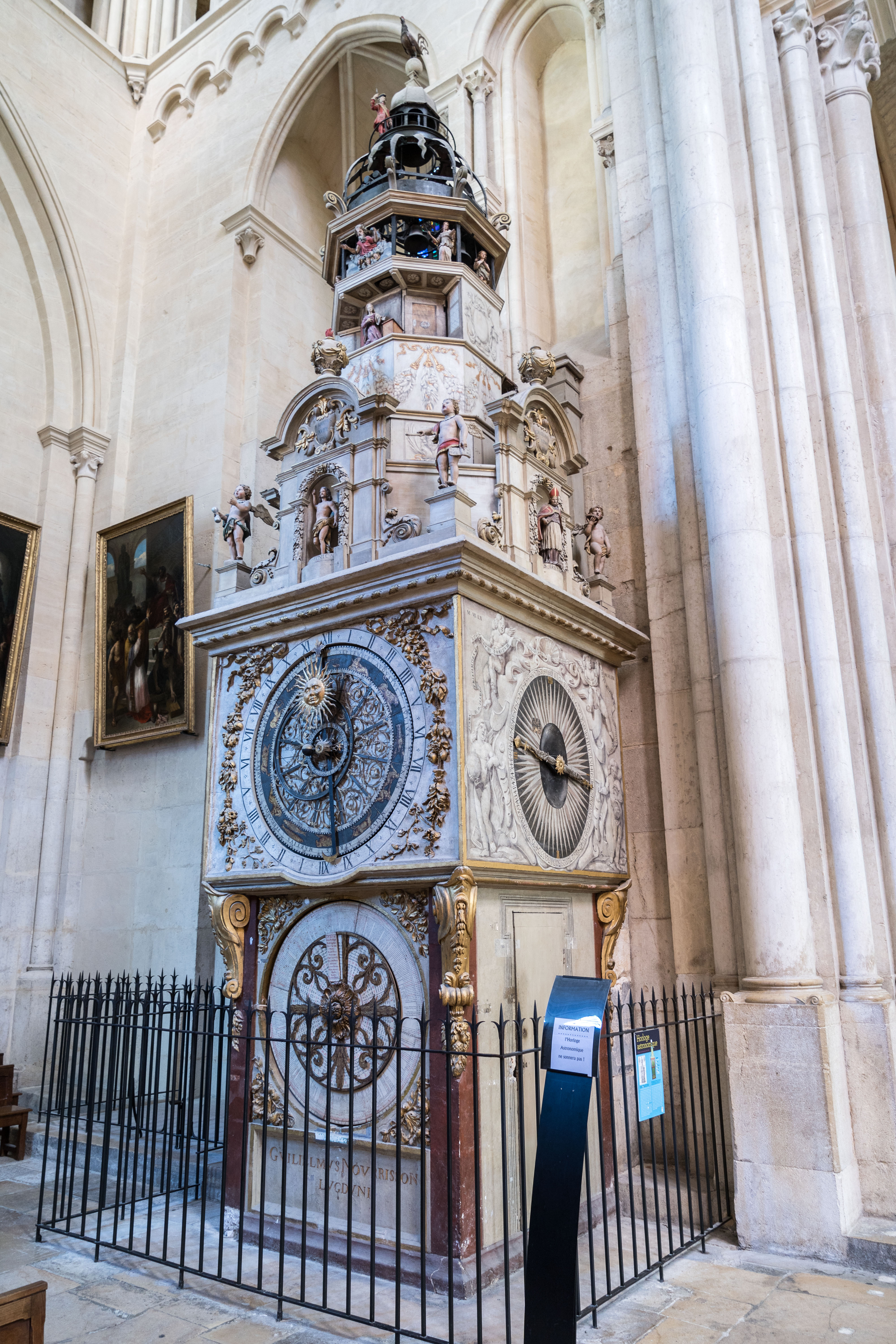
Lyon, primatiale Saint-Jean.
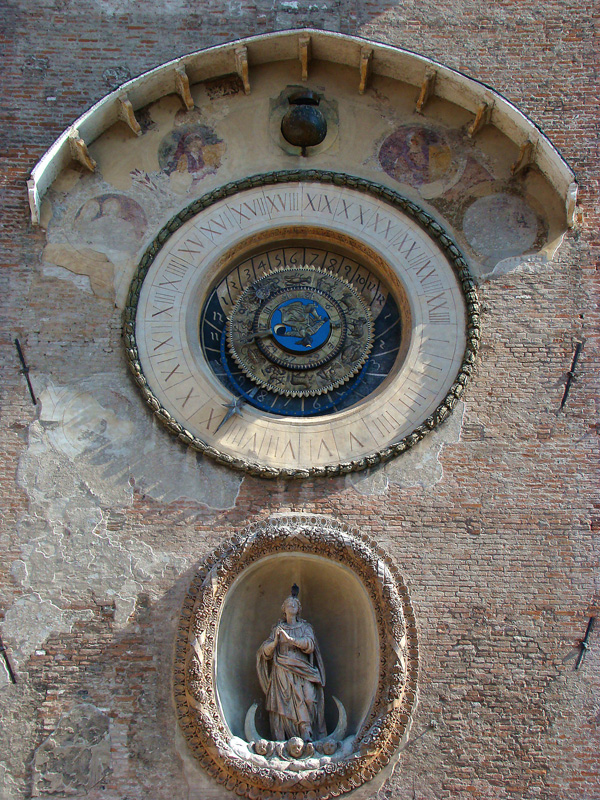
Mantoue, Palazzo del Podesta, horloge astronomique.
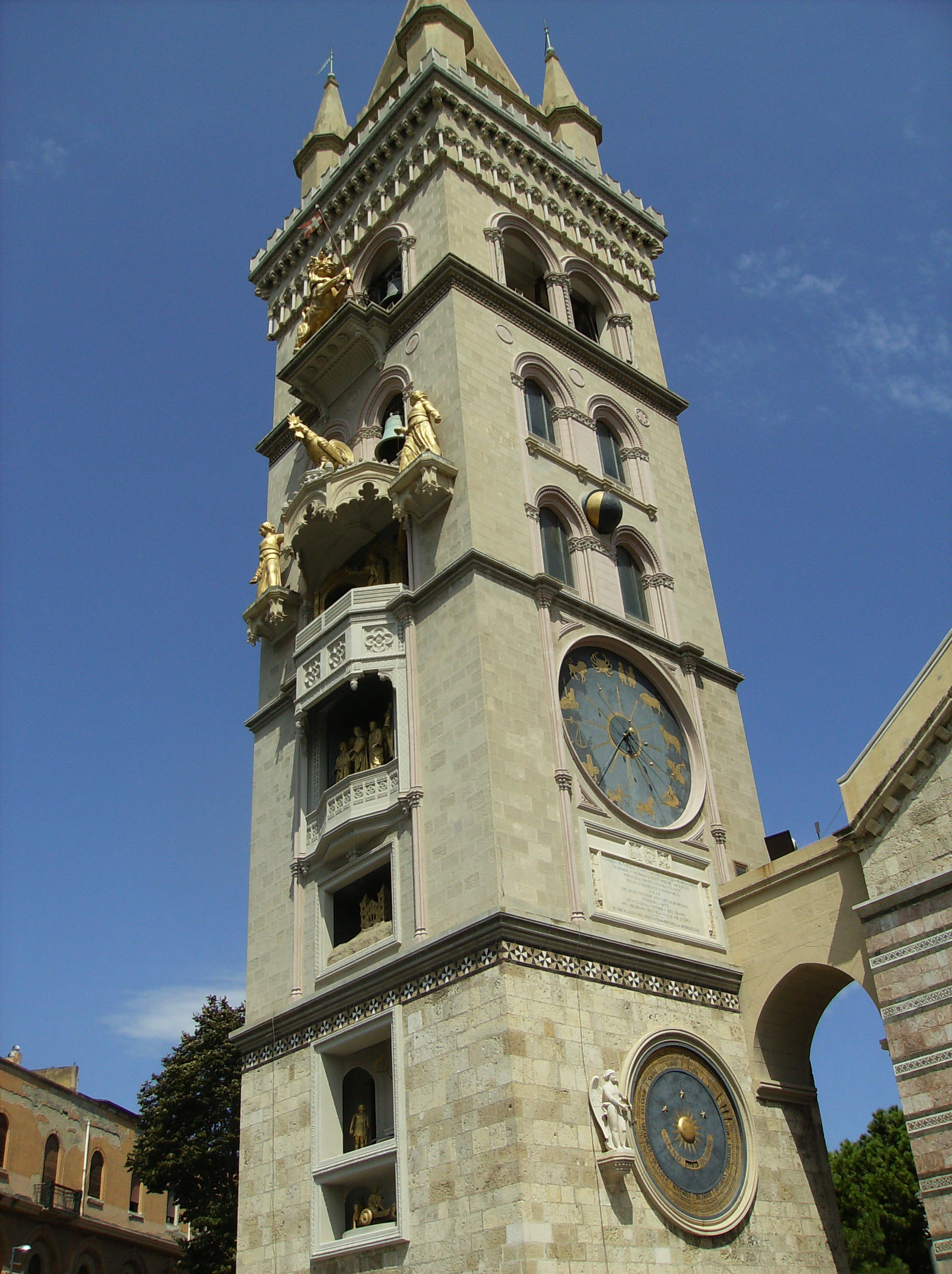
Cathédrale de Messine, horloge astronomique du campanile
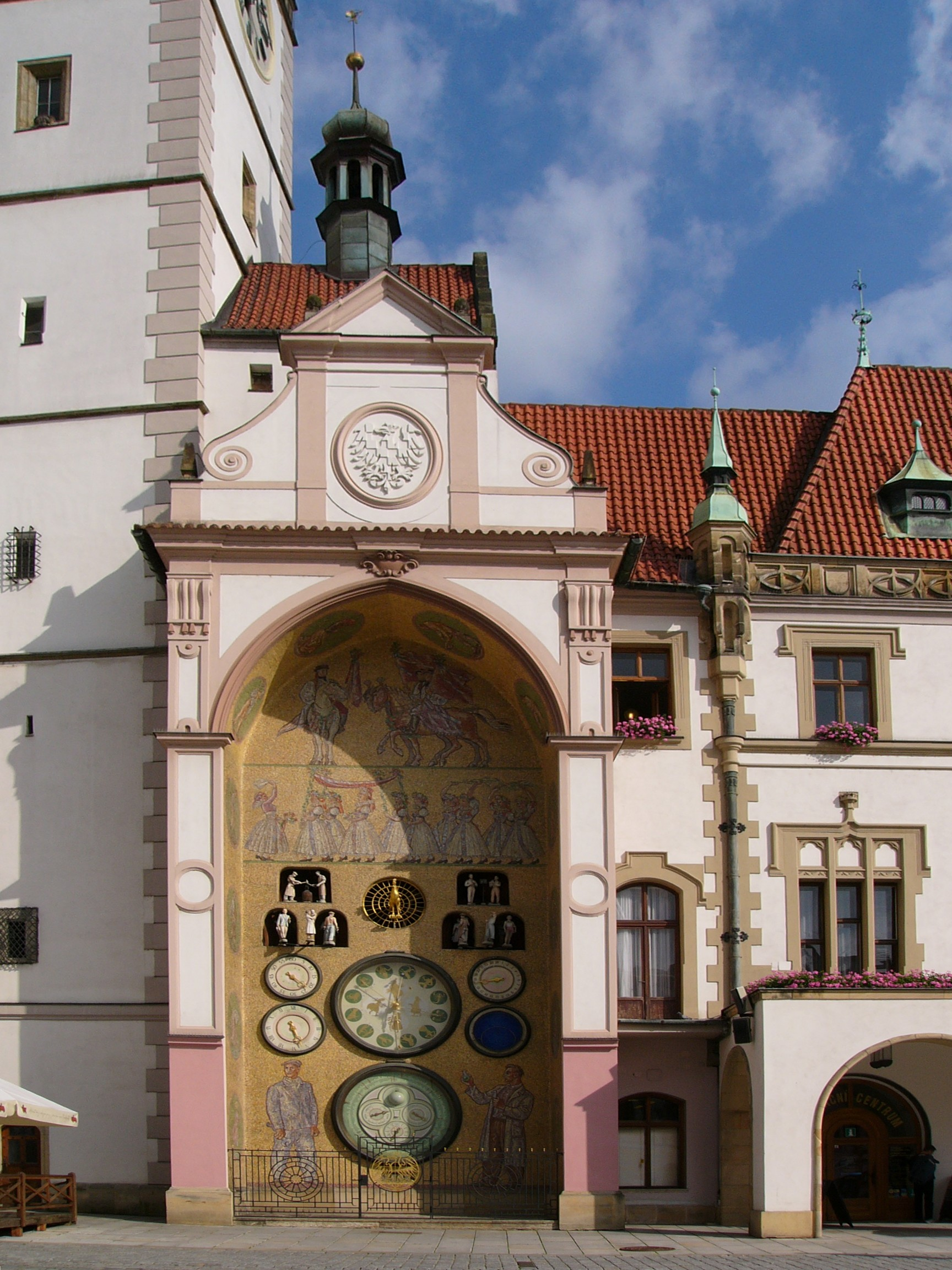
Horloge astronomique de l'hôtel de ville d'Olomouc (République tchèque).
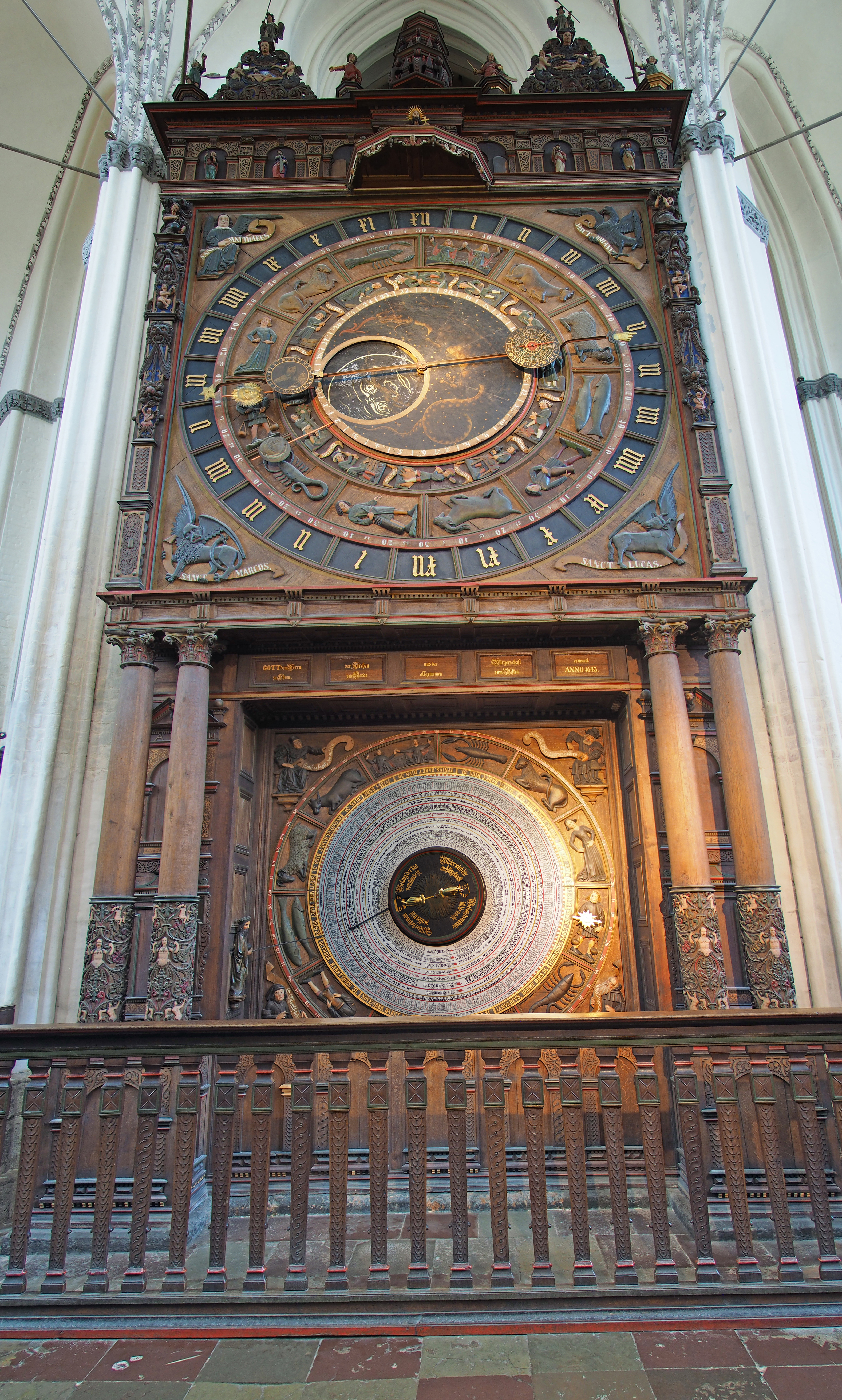
Horloge astronomique de l'église Sainte-Marie de Rostock
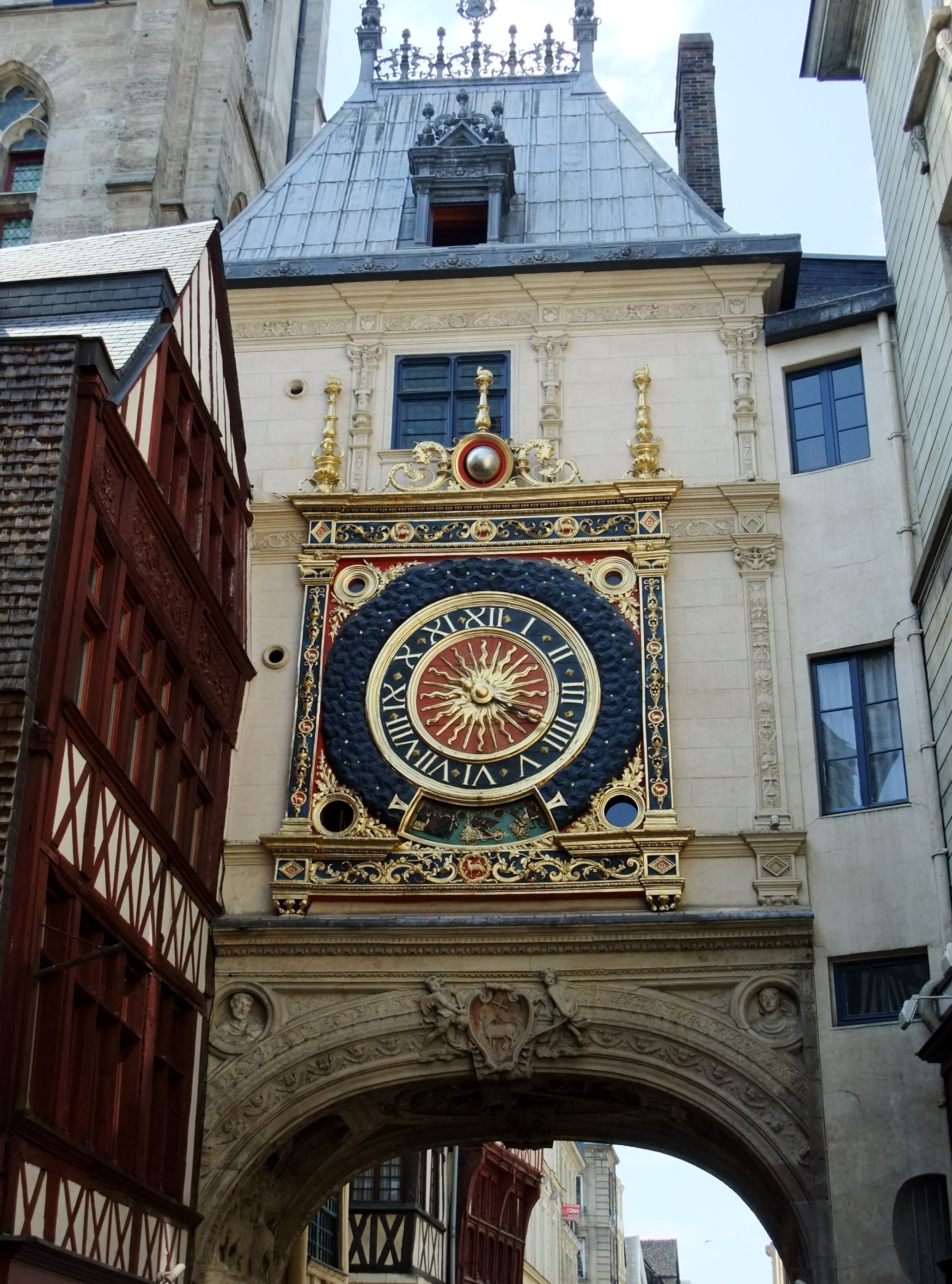
Le Gros-Horloge de Rouen
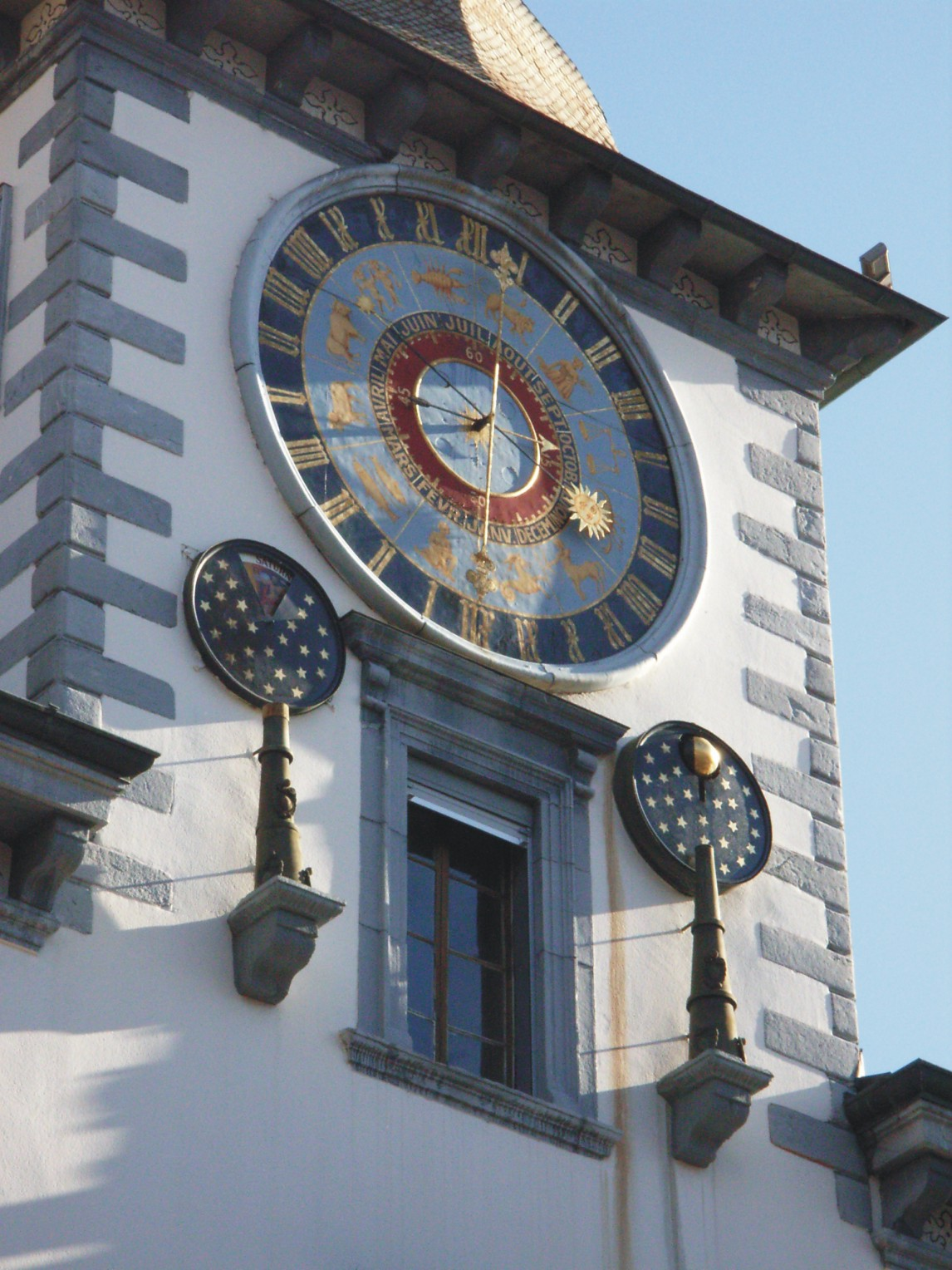
Horloge astronomique de Sion
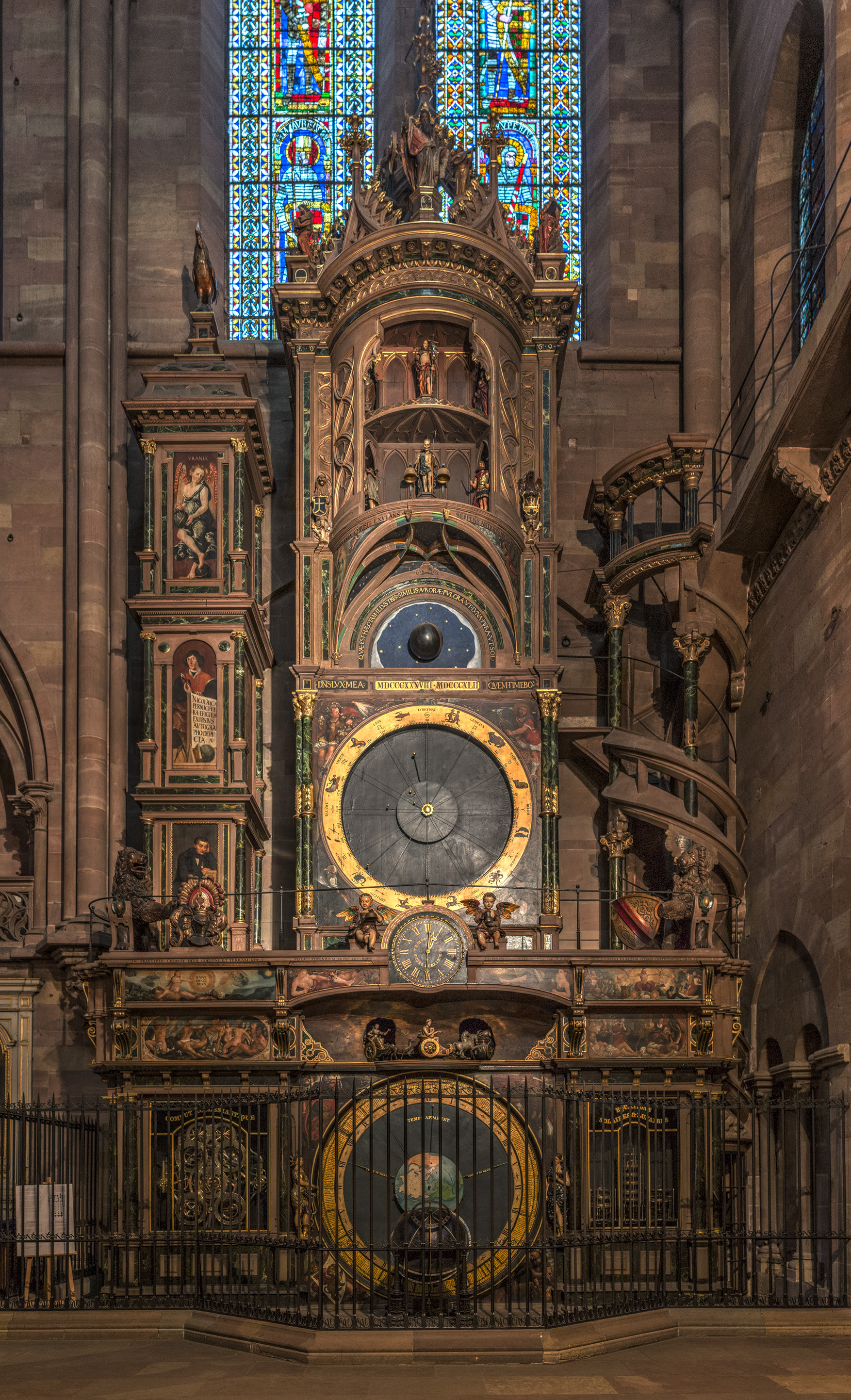
Strasbourg, horloge astronomique.
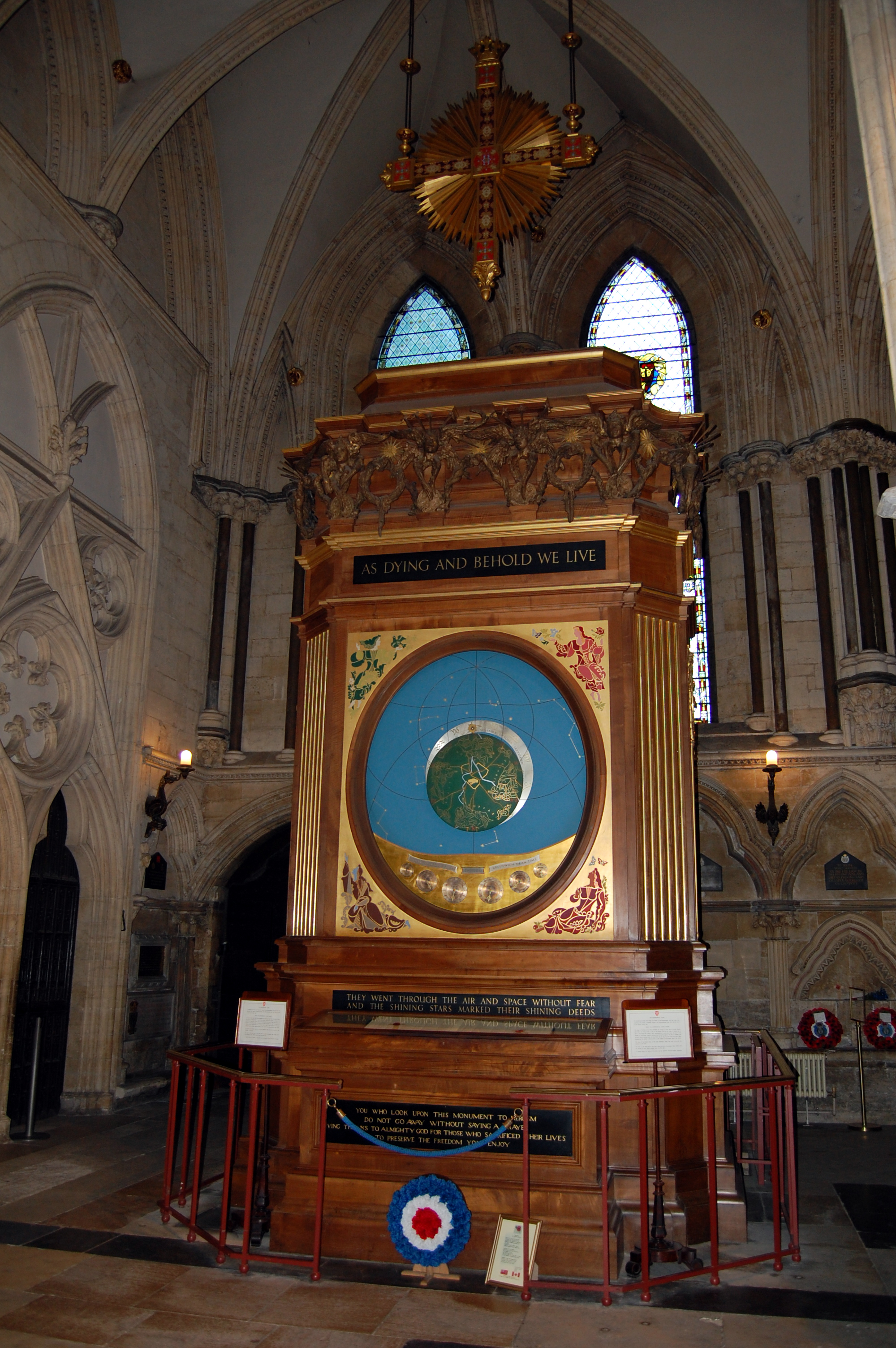
Horloge astronomique de la cathédrale d'York

#### Horloges d'intérieur

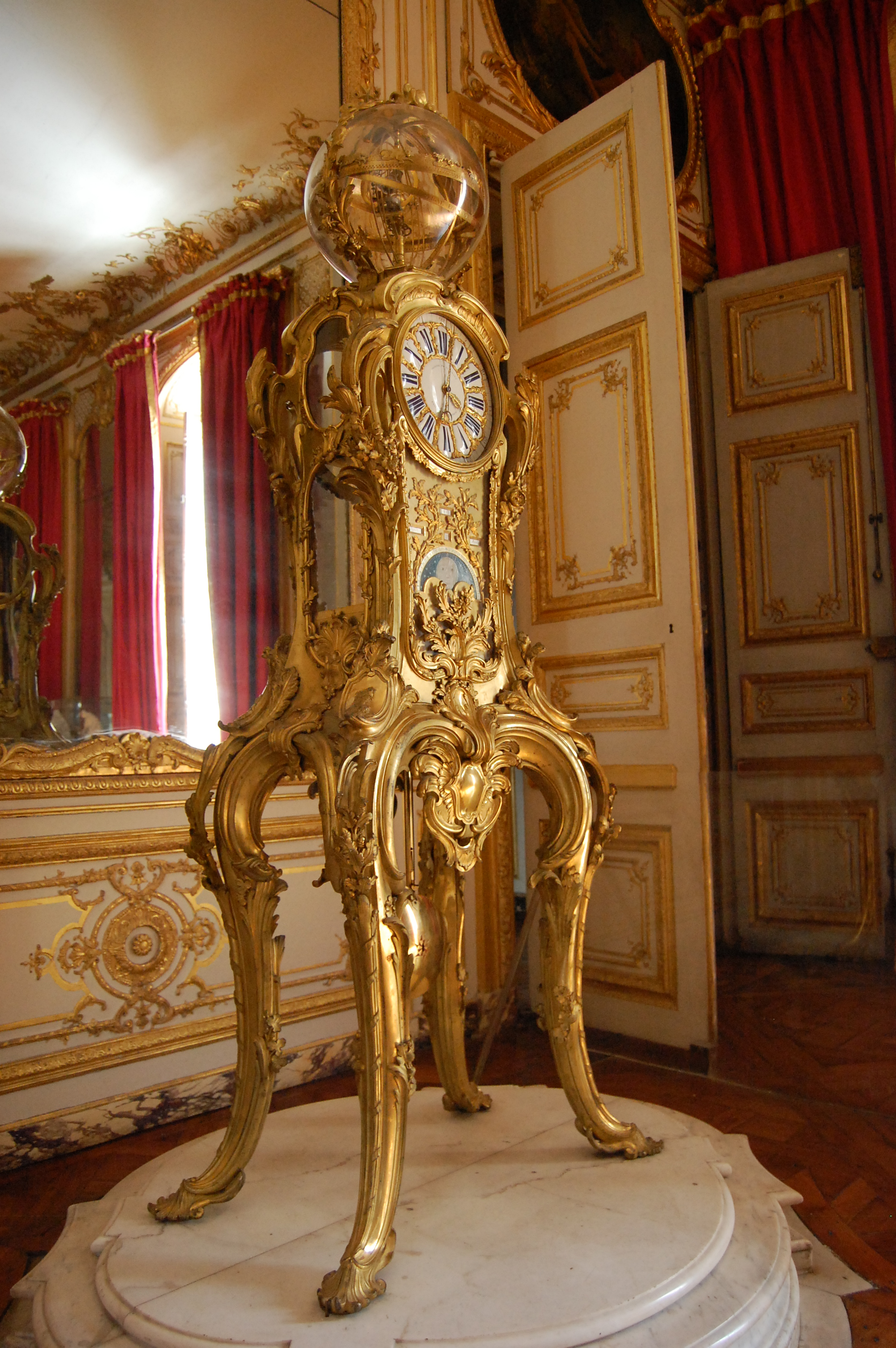
Versailles, pendule astronomique de Passemant.

- Horloge astronomique de Sénac
- Horloge astronomique de Senzeilles
- Horloge astronomique de Daniel Vachey
- Versailles, pendule astronomique de Passemant

### Horlogers
Parmi les concepteurs d'horloges astronomiques :
- Jean Fusoris (XVe siècle)
- Conrad Dasypodius (XVIe siècle)
- Antide Janvier (XVIIIe siècle)
- Jean-Baptiste Schwilgué (XIXe siècle)
- Auguste-Lucien Vérité (XIXe siècle)